# Dragón rojo (nave espacial)

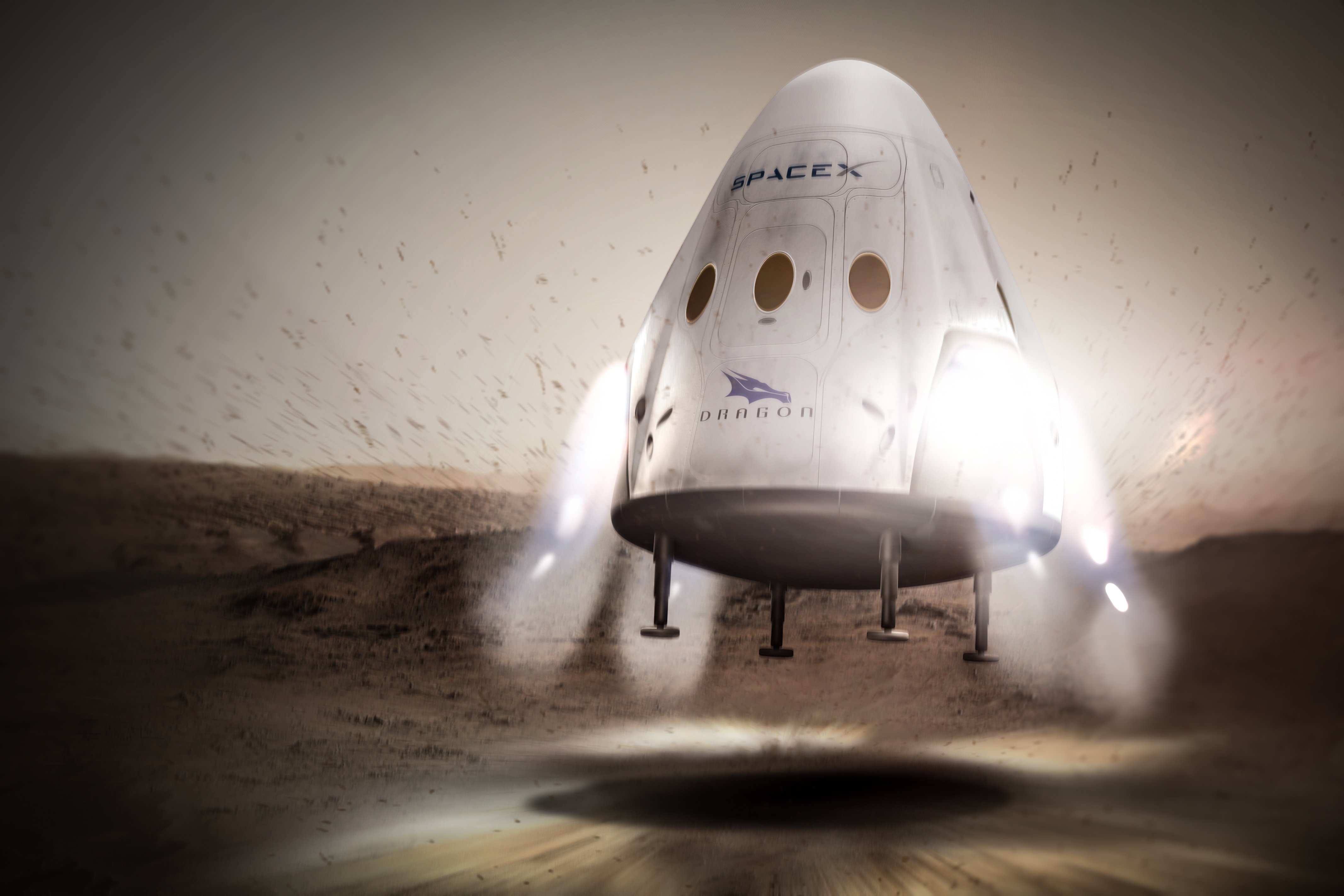
Arte conceptual de un Dragon 2 aterrizando en Marte.

El dragón rojo (del inglés Red Dragon) fue una cápsula Dragon planificada, no tripulada de SpaceX  de bajo costo para aterrizar misiones en Marte a ser lanzadas utilizando los cohetes Falcon Heavy. Estas misiones a Marte también fueron pioneras para la mucho más grande arquitectura de la colonización de Marte de SpaceX, que fue anunciada en septiembre de 2016.
Los usos que fueron propuestos mencionaron a un rover con regreso de muestra de Marte, que fuera entregado a la superficie marciana mientras probaban técnicas para entrar a la atmósfera marciana con equipamientos que una tripulación humana podría finalmente usar.
La idea, concebida en 2011, era para ser propuesta al congreso para financiamiento en 2013 y 2015 como la misión #13 de Descubrimiento de la NASA de Estados Unidos para ser lanzado en 2022, pero no fue enviada.  El 27 de abril de 2016 SpaceX anunció que ellos avanzarían con la misión sin tripulación para un lanzamiento en el 2018 y NASA proporcionaria 
En julio de 2017, Elon Musk anunció que el desarrollo se detendría y los recursos se redirigirían a naves más grandes como las del proyecto BFR, que pasó a llamarse Starship.
Actualmente, el enfoque de SpaceX está centrado en Starship, considerado el vehículo principal para futuros vuelos interplanetarios, incluida la primera misión no tripulada a Marte proyectada para finales de 2026.

## Historia
SpaceX trabajó con el Centro de Investigación NASA Ames en 2011 para producir un estudio de viabilidad para una misión que buscaría evidencia de vida en Marte (biofirmas), pasada o presente.  La primera versión de la cápsula Dragón 1 de SpaceX se usa como transbordador carga, y Dragón 2 está planeado para llevar astronautas a y de la Estación Espacial Internacional.  La propuesta de Dragón Rojo prevé modificaciones para poder transportar una carga útil a Marte, para aterrizaje utilizando retrocohetes, y convertirse así en un precursor para una misión humana a Marte. Hoy en día ya está plenamente desarrollado y se encuentra realizando misiones.

### Concepto 2011
El concepto del 2011 se llamó Dragón Rojo, y estuvo concebido para utilizar un módulo de Dragón modificado de 3,6 metros (12 pies)  el diámetro, con una masa de 6,5 toneladas (14,000 lb) y un volumen de interior de 7 metros cúbicos (250 pies cúbicos) para hasta 1 tonelada de carga (2,200 lb) aterrizado en Marte. Los instrumentos fueron propuestos para perforar aproximadamente 1 metro (3,3 pies) debajo de la tierra para tomar muestras de embalses de agua de hielo conocido que existe en el subsuelo poco profundo. El coste de la misión estuvo proyectado en 2011 en menos de US$400 millones, más US$150 millones a US$190 millones por cada vehículo lanzador y aterrizador.
Los objetivos para una misión financiada por la NASA, como fuera originalmente propuesto por Centro de Investigación NASA Ames era: 
Objetivos científicos
- Buscar evidencia de vida (biofirmas), pasada o presente.
- Evaluar la habitabilidad del subsuelo.
- Establecer el origen, distribución, y composición del hielo de tierra.
- Entender el clima pasado utilizando el registro de hielo de la tierra.

Objetivos precursores humanos
- Conducir demostraciones de entradas, descenso y aterrizaje (EDL) humanas relevantes.
- Evaluar peligros potenciales en el polvo, regolito, y hielo de tierra
- Caracterizar los recursos naturales.
- Demostrar acceso a los recursos del subsuelo.
- Conducir una demostración de utilización de recursos in-situ (ISRU): extracción de agua y producción de combustible propulsor.

### Concepto 2014
Un estudio de 2014 sobre una posible misión Red Dragon, financiada por la NASA, sugirió que podría ofrecer una forma de bajo costo para que la NASA logre retornar muestras de Marte. En el concepto, la cápsula del Dragón Rojo estaría equipada con el sistema necesario para devolver las muestras recogidas en Marte, incluyendo un Vehículo de Ascenso Marciano (MAV), un Vehículo de Retorno a la Tierra (ERV) y hardware para transferir las muestras recogidas por una misión del tipo Rover, como el rover Mars 2020 planeado por la NASA, a la ERV. El ERV transferiría las muestras a la órbita alta de la tierra, donde una misión futura separada tomaría las muestras y de-orbitaria a la Tierra. La NASA no financió ninguno de los dos conceptos.

### Concepto 2016
Con el tiempo, el concepto de Dragón Rojo ha cambiado, pero la idea básica ha permanecido: usar una cápsula Dragón modificada para probar tecnologías de desarrollo con una misión no tripulada a Marte. El vehículo de lanzamiento será el Falcon Heavy, y la cápsula será un Dragon 2.
SpaceX lanzó el cohete Falcon Heavy a principios de 2018. Se espera que la Dragon 2 realice una misión automatizada de prueba a la Estación Espacial Internacional (ISS) en agosto de 2018 y conducir su primer vuelo de demostración tripulado en diciembre de 2018. En abril de 2016, SpaceX reiteró su plan para un lanzamiento 2018 a Marte, pero en febrero de 2017 empujó esto de nuevo al año 2020.
La primera misión de Red Dragon sigue siendo un demostrador de tecnología y no se ha anunciado ninguna carga útil. La NASA participará en la misión a nivel de intercambio técnico. A cambio de los datos de entrada, descenso y aterrizaje marcianos de SpaceX, la NASA ofrecerá soporte técnico y telemetría para la misión del Dragón Rojo. A partir de 2016, la NASA anticipa gastar cerca de $ 30 millones de sus fondos del presupuesto público para los empleados y el equipo que se utilizarán para supervisar la misión.

## Sistema de aterrizaje
Gracias a su diseño que integra un escudo térmico robusto y potentes propulsores, una cápsula Dragon 2 modificada puede realizar todas las funciones necesarias de entrada, descenso y aterrizaje (EDL) para entregar cargas útiles de 1 tonelada (2,200 lb) o más a la superficie marciana sin utilizar un paracaídas. El uso de paracaídas no es factible sin modificaciones significativas del vehículo. Se calcula que la propia resistencia aerodinámica de la cápsula puede ralentizarla lo suficiente como para que el resto de la pendiente esté dentro de la capacidad de los retropropulsores SuperDraco. Estos ralentizarán la nave a medida que descienda a la atmósfera superior de Marte a una velocidad supersónica. 1900 kg de propelente proporcionaría el Δv requerido para el aterrizaje suave. Este acercamiento debe permitir el aterrizaje de la cápsula en elevaciones marcianas mucho más altas de lo que se podría hacer con un paracaídas, y dentro de la exactitud de aterrizaje de 10 kilómetros (10.2). El equipo de ingeniería continúa desarrollando opciones para la integración de la carga útil con la cápsula Dragon. Los lugares de aterrizaje potenciales serían sitios polares o de latitudes medias con hielo probado cerca de la superficie.